# Nina Asarnoj
Nina Asarnoj, född 24 januari 1965, är en svensk radiojournalist, film- och bokrecensent. Hon är sedan våren 1990 anställd på kulturredaktionen. vid Sveriges Radio.
Asarnoj är en av kulturradions mest mångåriga medarbetare och medverkar regelbundet som producent, programledare, reporter och kritiker i P1 Kulturs program.
Av hennes produktion kan nämnas Klassikern och Nina Asarnojs podcasts..